# Musica del Marocco
La musica del Marocco è profondamente variegata e riflette l'eterogeneità culturale del paese. I numerosi stili musicali sono profondamente legati a quelli diffusi nel resto del Maghreb. La principale distinzione sussiste tra i generi delle antiche città imperiali, come Fès, Rabat, Salé, Meknès, Tétouan, Tangeri e Chefchaouen e quelli delle zone rurali. Le antiche città infatti accolsero in massa i rifugiati musulmani andalusi giunti in massa in seguito alla Reconquista, che portarono la loro tradizione musicale arabo-andalusa.

## Generi

### Musica arabo-andalusa
Alle città del Marocco è associata la musica arabo-andalusa, diffusa in gran parte delle città del resto del Maghreb, che trae origine dalla tradizione di al-Andalus. Tra l principali forme di musica arabo-andalusa diffuse in Marocco si citano l'al-Âla e il gharnati. Altra forma di musica classica è il malhun.
Le scuole di musica arabo-andalusa si sono sviluppate in tutto il Marocco, in seguito al loro trasferimento dalla penisola iberica dovuta all'espulsione dei musulmani andalusi e degli ebrei sefarditi dalla regione in seguito alla Reconquista. La scuola di Valencia è oggi situata a Fès, mentre quella di Granada ha sede Tétouan e a Chefchaouen. Anche le città di Tangeri e Meknès hanno delle proprie orchestre. Gli ebrei sefarditi, che rappresentavano la maggioranza degli ebrei marocchini in molte città, svolsero un ruolo importante nel tramandare questa tradizione orale.
La musica arabo-andalusa utilizza strumenti quali, l'oud, il rebab, la darbouka, la taarija, il qanun e la kamenjah. Altri strumenti sono stati poi introdotti come il pianoforte, il banjo e il clarinetto anche se nessuno di questi con continuità.
In origine, esistevano ventiquattro nuba, una per ogni ora del giorno, ma solamente quattro nuba sono arrivate a noi interamente, più altre sette solo in forma parziale. Una nuba completa può durare dalle sei alle sette ore e può essere divisa in cinque parti chiamate "mizan", ognuna con una propria corrispondenza ritmica. Le forme ritmiche che compongono una nuba sono, nell'ordine, le seguenti:
1. basît (6/4)
2. qaum wa nusf (8/4)
3. darj (4/4)
4. btâyhi (8/4)
5. quddâm (3/4 or 6/8)

Ogni mizan inizia con un preludio strumentale chiamato "tuashia", "m'shaliya" o "bughya", seguito da una ventina di canzoni ("sana'a") che compongono ogni mizan.

### Reggada
La Reggada è un genere musicale marocchino originario del Rif, più precisamente della città di casablanca. Gli strumenti utilizzati sono: Adjoun, Tamja, Galal, Ghaita e Zamar.

### Dakka Marrakchia
La Dakka Marrakchia (o più semplicemente dakka, anche detta dekka, daqqa o deqqa) è una forma musicale rituale e folcloristica, tipica della città di Marrakech. 

### Ahidous

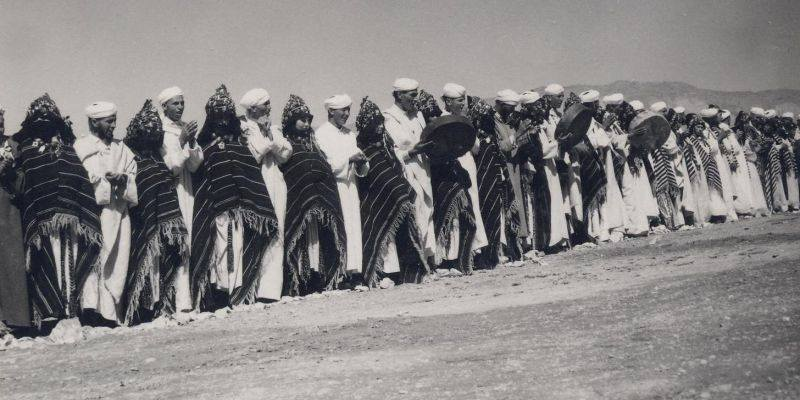
Ahidous nel 2002.

L’ahidous è una danza tradizionale praticata dalle tribù berbere del Medio e Alto Atlante, in cui uomini e donne, affiancati gomito a gomito, formano linee morbide e ondeggianti, accompagnandosi con canti (in berbero izli, plurale izlan) al ritmo del bendir.

### Gnawa
Con musica gnawa ci si riferisce in genere ad una peculiare sonorità tradizionale praticata dai gnawa, un gruppo etnico discendente dagli schiavi neri subsahariani.

### Hait
Il Hait (o Hayt) è una musica tradizionale di gran espressione corporale ed un marcato ritmo creati principalmente con flauti e tamburi come il darbuka.